# Проспект Косыгина
Проспект Косы́гина (с 1976 по 1982 гг. — Ла́дожский проспект) — проспект в Красногвардейском районе Санкт-Петербурга. Радиусная широтная магистраль в жилом районе Ржевка-Пороховые, а также в историческом районе Пороховые. Проходит от соединительной линии железной дороги до улицы Коммуны. Продолжает на восток Заневский проспект, за Колтушским путепроводом переходит в Колтушское шоссе.

## История
Магистраль названа в 1976 году Ла́дожским проспектом по направлению к Ладожскому озеру, по которому проходила Дорога жизни.
25 октября 1982 года Ладожский проспект переименовали в честь советского партийного и государственного деятеля А.Н. Косыгина (1904—1980). Память о прежнем названии проспекта сохраняется в Ладожском парке, разбитом вдоль проспекта Косыгина между гипермаркетом «Metro» и улицей Передовиков.
Проспект Косыгина является основной трассой жилого района Ржевка-Пороховые. На чётной стороне проспекта, между улицей Передовиков и Индустриальным проспектом, разбит парк Малиновка с двумя прудами (пруды являются старицей засыпанной в 1980-е годы Чёрной речки (Малиновки)).

## Пересечения
С запада на восток (по увеличению нумерации домов) проспект Косыгина пересекают следующие магистрали:
- линия Соединительной железной дороги — пересечение по путепроводу с переходом проспекта Косыгина в Заневский проспект;
- улица Передовиков — пересечение;
- Индустриальный проспект — пересечение;
- улица Осипенко — примыкание;
- Проспект Наставников — пересечение;
- Белорусская улица — примыкание к путепроводной развязке;
- улица Коммуны — пересечение под Колтушским путепроводом.

## Транспорт
Ближайшая станция метро — «Ладожская» Правобережной линии (около 700 м по прямой от начала проспекта).
- Трамваи: № 8, 59, 63 и 64
- Троллейбусы: № 22
- Автобусы: № 24, 27, 28, 30, 77, 92, 169, а также ряд автобусных маршрутов Ленинградской области
- Маршрутные такси: № К-531А, К-801А[2][3]

У конца проспекта находится железнодорожная станция Заневский Пост. На расстоянии около 650 м от начала проспекта Косыгина расположен Ладожский вокзал.

## Общественно значимые объекты
- гипермаркет «Metro» — дом 4;
- Ладожский парк;
- парк Малиновка (между улицей Передовиков и Индустриальным проспектом);
- Православная церковь во имя Святых жён-мироносиц — дом 7а;
- торговый комплекс «Народный» — дом 19, корпус 1; дом 21, корпус 1;
- школа № 233 — дом 25, корпус 2;
- библиотечно-культурный центр «НОТА» — дом 28, корпус 1;
- школа № 164 — дом 28, корпус 3;
- торговый комплекс «Бонус» — дом 31, корпус 1;
- торговый комплекс «Зебра» (бывший универсам «Ладожский») — дом 30, корпус 1.

## Перспективы развития
С 2011 года власти Санкт-Петербурга обещают реконструировать начальный участок проспекта Косыгина от железнодорожного путепровода до улицы Передовиков. Там находится изгиб в месте, где проспект огибает золоотвал. Планируется не только спрямить трассу, но и ликвидировать сам золоотвал. По состоянию на 2014 год была готова проектная документация.